# Ausztria az 1984. évi téli olimpiai játékokon
Ausztria a jugoszláviai Szarajevóban megrendezett 1984. évi téli olimpiai játékok egyik részt vevő nemzete volt. Az országot az olimpián 9 sportágban 65 sportoló képviselte, akik összesen 1 érmet szereztek.

## Érmesek
| Érem  | Versenyző     | Sportág  | Versenyszám    |
| ----- | ------------- | -------- | -------------- |
| Bronz | Anton Steiner | Alpesisí | Férfi lesiklás |

## Alpesisí
Férfi
| Versenyző        | Versenyszám      | 1. futam      | 1. futam      | 2. futam      | 2. futam      | Összesítés | Összesítés |
| Versenyző        | Versenyszám      | Idő           | Hely.         | Idő           | Hely.         | Idő        | Helyezés   |
| ---------------- | ---------------- | ------------- | ------------- | ------------- | ------------- | ---------- | ---------- |
| Hans Enn         | Műlesiklás       | 54,05         | 22.           | nem ért célba | nem ért célba | kiesett    | kiesett    |
| Hans Enn         | Óriás-műlesiklás | nem ért célba | nem ért célba | kiesett       | kiesett       | kiesett    | kiesett    |
| Franz Gruber     | Műlesiklás       | kizárták      | kizárták      | kiesett       | kiesett       | kiesett    | kiesett    |
| Franz Gruber     | Óriás-műlesiklás | 1:21,03       | 3.            | 1:21,05       | 4.            | 2:42,08    | 4.         |
| Helmut Höflehner | Lesiklás         |               |               |               |               | 1:46,32    | 5.*        |
| Franz Klammer    | Lesiklás         |               |               |               |               | 1:47,04    | 10.        |
| Erwin Resch      | Lesiklás         |               |               |               |               | 1:47,06    | 11.        |
| Anton Steiner    | Lesiklás         |               |               |               |               | 1:45,95    |            |
| Anton Steiner    | Műlesiklás       | kizárták      | kizárták      | kiesett       | kiesett       | kiesett    | kiesett    |
| Anton Steiner    | Óriás-műlesiklás | nem ért célba | nem ért célba | kiesett       | kiesett       | kiesett    | kiesett    |
| Hubert Strolz    | Műlesiklás       | nem ért célba | nem ért célba | kiesett       | kiesett       | kiesett    | kiesett    |
| Hubert Strolz    | Óriás-műlesiklás | 1:21,47       | 6.            | 1:21,24       | 8.            | 2:42,71    | 6.         |

Női
| Versenyző                     | Versenyszám      | 1. futam      | 1. futam      | 2. futam | 2. futam | Összesítés | Összesítés |
| Versenyző                     | Versenyszám      | Idő           | Hely.         | Idő      | Hely.    | Idő        | Helyezés   |
| ----------------------------- | ---------------- | ------------- | ------------- | -------- | -------- | ---------- | ---------- |
| Sylvia Eder                   | Lesiklás         |               |               |          |          | 1:14,97    | 13.        |
| Sylvia Eder                   | Óriás-műlesiklás | 1:13,00       | 39.           | 1:16,03  | 34.      | 2:29,03    | 34.        |
| Elisabeth Kirchler            | Lesiklás         |               |               |          |          | 1:14,55    | 9.         |
| Elisabeth Kirchler            | Óriás-műlesiklás | nem ért célba | nem ért célba | kiesett  | kiesett  | kiesett    | kiesett    |
| Anni Kronbichler              | Műlesiklás       | 48,84         | 3.            | 49,21    | 12.      | 1:38,05    | 8.         |
| Anni Kronbichler              | Óriás-műlesiklás | 1:11,40       | 19.           | 1:12,77  | 12.      | 2:24,17    | 14.        |
| Lea Sölkner                   | Lesiklás         |               |               |          |          | 1:14,39    | 8.         |
| Lea Sölkner                   | Műlesiklás       | nem ért célba | nem ért célba | kiesett  | kiesett  | kiesett    | kiesett    |
| Roswitha Steiner              | Műlesiklás       | 49,22         | 7.            | 48,62    | 5.       | 1:37,84    | 4.         |
| Roswitha Steiner              | Óriás-műlesiklás | 1:12,09       | 29.*          | 1:14,47  | 28.      | 2:26,56    | 27.        |
| Veronika Wallinger-Stallmaier | Lesiklás         |               |               |          |          | 1:14,76    | 10.        |
| Veronika Wallinger-Stallmaier | Műlesiklás       | nem ért célba | nem ért célba | kiesett  | kiesett  | kiesett    | kiesett    |

* - egy másik versenyzővel azonos eredményt ért el

## Biatlon
| Versenyző                                         | Versenyszám      | Lövőhiba | Időeredmény | Helyezés |
| ------------------------------------------------- | ---------------- | -------- | ----------- | -------- |
| Alfred Eder                                       | 10 km sprint     | 2        | 33:17,9     | 22.      |
| Alfred Eder                                       | 20 km egyéni     | 6        | 1:22:52,6   | 34.      |
| Rudolf Horn                                       | 10 km sprint     | 4        | 34:46,0     | 36.      |
| Rudolf Horn                                       | 20 km egyéni     | 8        | 1:23:10,8   | 36.      |
| Walter Hörl                                       | 10 km sprint     | 5        | 35:02,6     | 39.      |
| Franz Schuler                                     | 20 km egyéni     | 5        | 1:21:23,0   | 30.      |
| Rudolf Horn Walter Hörl Franz Schuler Alfred Eder | 4 × 7,5 km váltó | 1        | 1:43:28,1   | 8.       |

## Bob
| Versenyző                                                         | Versenyszám | 1. futam | 1. futam | 2. futam | 2. futam | 3. futam | 3. futam | 4. futam | 4. futam | Összesítés | Összesítés |
| Versenyző                                                         | Versenyszám | Idő      | Hely.    | Idő      | Hely.    | Idő      | Hely.    | Idő      | Hely.    | Idő        | Helyezés   |
| ----------------------------------------------------------------- | ----------- | -------- | -------- | -------- | -------- | -------- | -------- | -------- | -------- | ---------- | ---------- |
| Walter Delle Karth Hans Lindner                                   | Kettes      | 52,61    | 10.      | 53,01    | 13.      | 52,33    | 12.      | 52,64    | 14.      | 3:30,59    | 12.        |
| Peter Kienast Christian Mark                                      | Kettes      | 52,79    | 13.      | 52,97    | 11.      | 52,42    | 14.      | 52,47    | 12.      | 3:30,65    | 13.        |
| Walter Delle Karth Günter Krispel Ferdinand Grössing Hans Lindner | Négyes      | 50,60    | 7.       | 51,14    | 11.      | 51,19    | 9.*      | 51,28    | 10.      | 3:24,21    | 10.        |
| Peter Kienast Franz Siegl Gerhard Redl Christian Mark             | Négyes      | 50,83    | 11.*     | 51,27    | 13.      | 51,29    | 12.      | 51,24    | 8.*      | 3:24,63    | 11.        |

* - egy másik csapattal azonos eredményt ért el

## Északi összetett
| Versenyző          | Síugrás | Síugrás | Sífutás | Sífutás | Sífutás | Összesítés | Összesítés |
| Versenyző          | Pont    | Hely.   | Idő     | Pont    | Hely.   | Pont       | Helyezés   |
| ------------------ | ------- | ------- | ------- | ------- | ------- | ---------- | ---------- |
| Klaus Sulzenbacher | 204,0   | 7.      | 49:48,2 | 190,570 | 14.     | 394,570    | 9.         |

## Gyorskorcsolya
Férfi
| Versenyző          | Versenyszám | Eredmény | Helyezés |
| ------------------ | ----------- | -------- | -------- |
| Christian Eminger  | 1000 m      | 1:20,98  | 33.      |
| Christian Eminger  | 1500 m      | 2:03,18  | 28.      |
| Michael Hadschieff | 500 m       | 40,52    | 32.      |
| Michael Hadschieff | 1000 m      | 1:19,05  | 22.      |
| Michael Hadschieff | 1500 m      | 2:02,06  | 20.      |
| Michael Hadschieff | 5000 m      | 7:25,07  | 13.      |
| Michael Hadschieff | 10 000 m    | 14:53,78 | 5.       |
| Werner Jäger       | 1500 m      | 2:01,03  | 15.      |
| Werner Jäger       | 5000 m      | 7:18,61  | 8.       |
| Werner Jäger       | 10 000 m    | 15:07,59 | 12.      |
| Heinz Steinberger  | 5000 m      | 7:32,72  | 20.      |
| Heinz Steinberger  | 10 000 m    | 15:18,19 | 19.      |

* - egy másik versenyzővel azonos eredményt ért el

## Jégkorong
| Osztrák férfi jégkorongcsapat-játékoskeret                                                                    | Osztrák férfi jégkorongcsapat-játékoskeret                                                                | Osztrák férfi jégkorongcsapat-játékoskeret                                   |
| --- | --- | ---------------------------------------------------------------------------- |
| - Thomas Cijan - Rick Cunningham - Konrad Dorn - Johann Fritz - Fritz Ganster - Kelly Greenbank - Kurt Harand | - Bernard Hutz - Helmut Koren - Rudolf König - Ed Lebler - Giuseppe Mion - Helmut Petrik - Martin Platzer | - Herbert Pöck - Peter Raffl - Michael Rudman - Kuno Sekulic - Leopold Sivec |

### Eredmények
B csoport
| Csapat           | M | Gy | D | V | G+ | G– | Gk  | P  |
| ---------------- | - | -- | - | - | -- | -- | --- | -- |
| Csehszlovákia    | 5 | 5  | 0 | 0 | 38 | 7  | +31 | 10 |
| Kanada           | 5 | 4  | 0 | 1 | 24 | 10 | +14 | 8  |
| Finnország       | 5 | 2  | 1 | 2 | 27 | 19 | +8  | 5  |
| Egyesült Államok | 5 | 1  | 2 | 2 | 16 | 17 | –1  | 4  |
| Ausztria         | 5 | 1  | 0 | 4 | 13 | 37 | –24 | 2  |
| Norvégia         | 5 | 0  | 1 | 4 | 15 | 43 | –28 | 1  |

| 1984. február 7. | Finnország (FIN) | 4 – 3 (1–0, 2–1, 1–2) | Ausztria | Szarajevó |

|  |  |  |  |  |
|  |  |  |  |  |
|  |  |  |  |  |
|  |  |  |  |  |

| 1984. február 9. | Kanada (CAN) | 8 – 1 (2–0, 4–0, 2–1) | Ausztria | Szarajevó |

|  |  |  |  |  |
|  |  |  |  |  |
|  |  |  |  |  |
|  |  |  |  |  |

| 1984. február 11. | Csehszlovákia (TCH) | 13 – 0 (0–0, 6–0, 7–0) | Ausztria | Szarajevó |

|  |  |  |  |  |
|  |  |  |  |  |
|  |  |  |  |  |
|  |  |  |  |  |

| 1984. február 13. | Egyesült Államok (USA) | 7 – 3 (2–1, 0–1, 5–1) | Ausztria | Szarajevó |

|  |  |  |  |  |
|  |  |  |  |  |
|  |  |  |  |  |
|  |  |  |  |  |

| 1984. február 15. | Ausztria (AUT) | 6 – 5 (4–1, 2–3, 0–1) | Norvégia | Szarajevó |

|  |  |  |  |  |
|  |  |  |  |  |
|  |  |  |  |  |
|  |  |  |  |  |

| Csapat   | Helyezés |
| -------- | -------- |
| Ausztria | 10.      |

## Sífutás
Férfi
| Versenyző                                                   | Versenyszám     | Eredmény  | Helyezés |
| ----------------------------------------------------------- | --------------- | --------- | -------- |
| Franz Gattermann                                            | 30 km           | 1:36:03,9 | 31.      |
| Franz Gattermann                                            | 50 km           | 2:26:40,8 | 29.      |
| Andreas Gumpold                                             | 15 km           | 46:34,5   | 53.      |
| Peter Juric                                                 | 30 km           | 1:37:06,6 | 35.      |
| Peter Juric                                                 | 50 km           | 2:28:38,8 | 33.      |
| Alois Stadlober                                             | 15 km           | 43:51,6   | 25.      |
| Alois Stadlober                                             | 50 km           | 2:25:26,3 | 24.      |
| Andreas Gumpold Franz Gatterman Peter Juric Alois Stadlober | 4 × 10 km váltó | 2:04:39,0 | 11.      |

## Síugrás
| Versenyző       | Versenyszám | 1. ugrás | 1. ugrás | 2. ugrás | 2. ugrás | Összesítés | Összesítés |
| Versenyző       | Versenyszám | Pont     | Hely.    | Pont     | Hely.    | Pont       | Helyezés   |
| --------------- | ----------- | -------- | -------- | -------- | -------- | ---------- | ---------- |
| Andreas Felder  | Normálsánc  | 99,9     | 14.      | 105,7    | 4.       | 205,6      | 6.         |
| Andreas Felder  | Nagysánc    | 80,8     | 32.      | 89,5     | 19.      | 170,3      | 28.        |
| Armin Kogler    | Normálsánc  | 74,7     | 50.      | 78,4     | 46.      | 153,1      | 52.        |
| Armin Kogler    | Nagysánc    | 103,1    | 3.       | 92,5     | 14.      | 195,6      | 6.         |
| Manfred Steiner | Nagysánc    | 85,6     | 27.*     | 63,8     | 47.      | 149,4      | 41.        |
| Ernst Vettori   | Normálsánc  | 97,2     | 19.      | 76,0     | 50.      | 173,2      | 36.        |
| Hans Wallner    | Normálsánc  | 97,8     | 18.      | 88,9     | 32.      | 186,7      | 24.        |
| Hans Wallner    | Nagysánc    | 80,3     | 33.      | 93,2     | 10.      | 173,5      | 24.        |

* - egy másik versenyzővel azonos eredményt ért el

## Szánkó
| Versenyző                          | Versenyszám | 1. futam | 1. futam | 2. futam | 2. futam | 3. futam | 3. futam | 4. futam | 4. futam | Összesítés | Összesítés |
| Versenyző                          | Versenyszám | Idő      | Hely.    | Idő      | Hely.    | Idő      | Hely.    | Idő      | Hely.    | Idő        | Helyezés   |
| ---------------------------------- | ----------- | -------- | -------- | -------- | -------- | -------- | -------- | -------- | -------- | ---------- | ---------- |
| Georg Fluckinger                   | Férfi egyes | 47,552   | 19.      | 47,000   | 13.      | 46,989   | 14.      | 46,448   | 9.       | 3:07,989   | 15.        |
| Markus Prock                       | Férfi egyes | 46,458   | 9.       | 46,571   | 8.       | 46,345   | 6.       | 46,465   | 10.      | 3:05,839   | 8.         |
| Gerhard Sandbichler                | Férfi egyes | 46,601   | 10.      | 46,613   | 9.       | 46,542   | 9.       | 46,697   | 13.      | 3:06,453   | 10.        |
| Annefried Göllner                  | Női egyes   | 42,437   | 6.       | 42,643   | 10.      | 42,219   | 9.       | 42,074   | 10.      | 2:49,373   | 7.         |
| Georg Fluckinger Franz Wilhelmer   | Kettes      | 42,013   | 4.       | 41,889   | 3.       |          |          |          |          | 1:23,902   | 4.         |
| Günther Lemmerer Franz Lechleitner | Kettes      | 42,188   | 7.       | 41,945   | 5.       |          |          |          |          | 1:24,133   | 5.         |